# Kendrick (nome)
Kendrick  è un nome proprio di persona inglese maschile.

## Varianti
- Maschili: Kenrick[1]
  - Ipocoristici: Ken
- Femminili: Kendra[1]

## Origine e diffusione
Riprende un cognome, in uso in Inghilterra, Scozia e Galles, che può avere differenti origini:
- Dal nome inglese antico Cyneric, che significa "potere reale"[1];
- Dal nome inglese antico Cenric, che significa "potere coraggioso"[1];
- Dal nome gallese Cynwrig, che significa "capo eroe"[1];
- Variante dello scozzese McKendrick, che è una forma anglicizzata di Mac Eanraig, che significa "figlio di Henry"[1].

Va notato che Kendra, sebbene possa essere una forma femminile di Kendrick, ha a sua volta altre possibili origini.

## Onomastico
Il nome è adespota, cioè non è portato da alcun santo. L'onomastico quindi si festeggia il giorno di Ognissanti, che è il 1º novembre.

## Persone

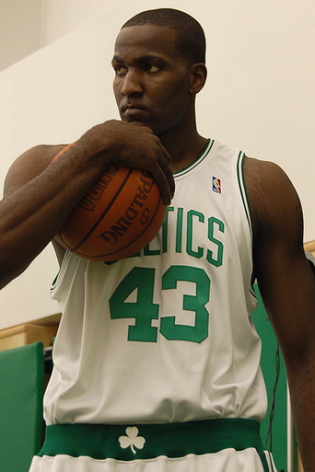
Kendrick Perkins

- Kendrick Lamar, rapper statunitense
- Kendrick Meek, politico statunitense
- Kendrick Perkins, cestista statunitense